# Nychiodes waltheri
Nychiodes waltheri är en fjärilsart som beskrevs av Wagner 1919. Nychiodes waltheri ingår i släktet Nychiodes och familjen mätare. Inga underarter finns listade i Catalogue of Life.